# Bestenliste US-amerikanischer Triathletinnen auf der Ironman-Distanz

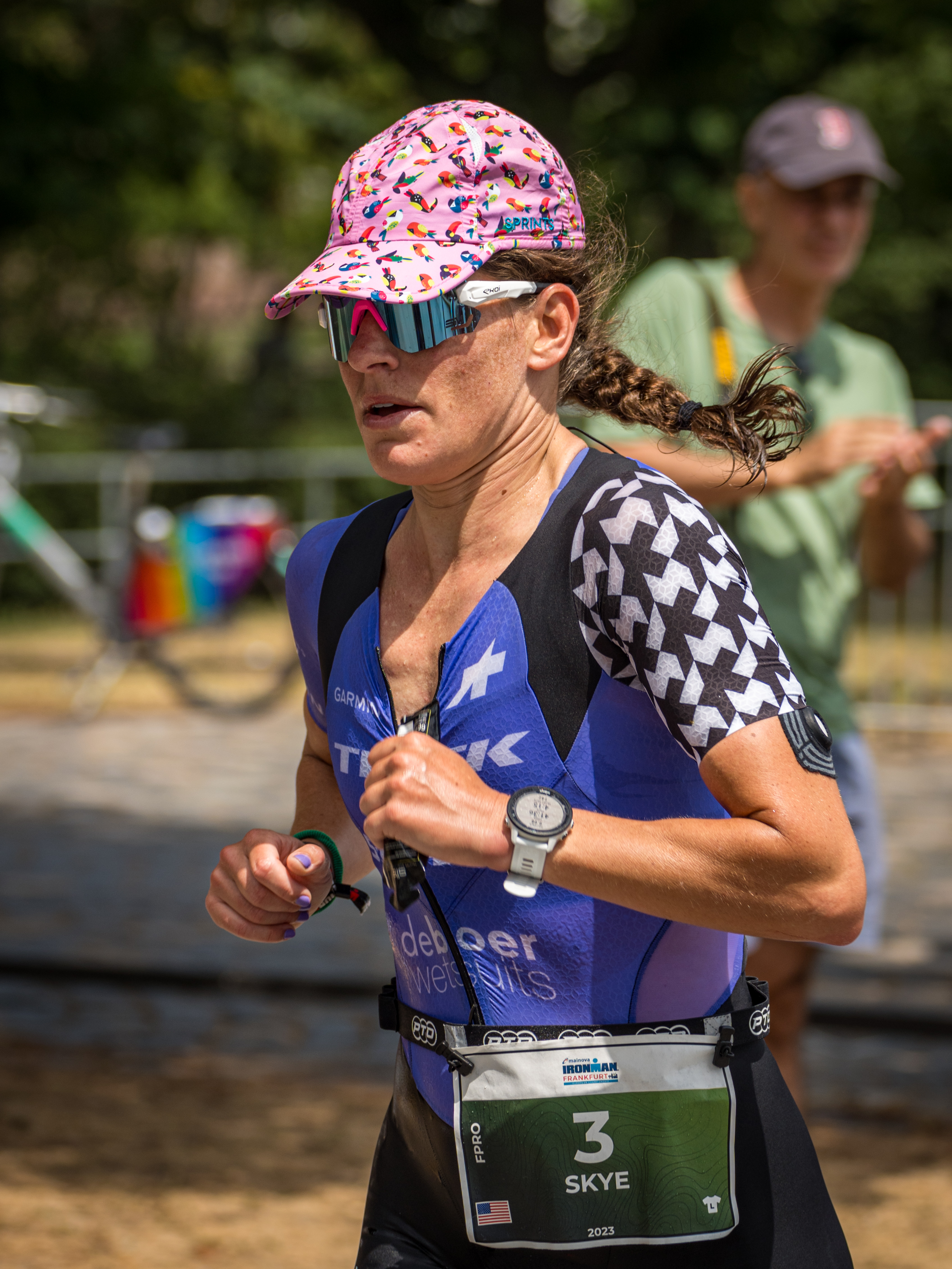
Skye Moench bei den Ironman European Championships, 2023

Die Bestenliste US-amerikanischer Triathletinnen auf der Ironman-Distanz umfasst alle Zeiten, die weltweit von Frauen aus den USA bei einem Triathlon über die Langdistanz bzw. Ironman-Distanz (3,86 km Schwimmen, 180,2 km Radfahren und 42,2 km Laufen) erzielt wurden. Jede Athletin wird hier mit ihrer persönlichen Bestzeit angeführt (Stand: 27. April 2025).

## Kriterien für die Bestzeiten
Berücksichtigt wurden Zeiten von Amateuren und Profis unter neun Stunden seit Oktober 1982. Wettkämpfe, bei denen witterungsbedingt nur ein Duathlon ausgetragen wurde, oder Teildistanzen stark verkürzt wurden, finden keine Berücksichtigung.
Eine offizielle Vermessung der Strecken, wie in der Leichtathletik mit dem Jones-Counter, erfolgt im Triathlon bis jetzt nicht. Die Rennen sind deshalb aufgrund einer nicht ganz genauen Länge nur begrenzt bzw. eingeschränkt vergleichbar. Auch die Zeiten bei ein und demselben Wettkampf, wie auch auf Hawaii, sind durch Streckenänderungen, Baustellen, Beschaffenheit oder Veränderung des Straßenbelags, Verlegungen und Veränderungen der Wechselzonen, nicht vergleichbar. Bei den hier aufgeführten Zeiten handelt es sich um Ergebnisse, die bei Wettkämpfen mit offiziellem Windschattenverbot erzielt worden sind. Die offiziellen Verbände  führen keine Rekorde oder Bestenlisten.
Die Ergebnisse der Männer befinden sich auf der Seite Bestenliste US-amerikanischer Triathleten auf der Ironman-Distanz.

## Liste
| Platz | Name             | Jahr | Zeit    | Veranstaltung   | Bemerkung / Titel | Quelle |
| ----- | ---------------- | ---- | ------- | --------------- | --- | ------ |
| 1     | Jackie Hering    | 2024 | 8:19:14 | Ironman Hamburg | Ironman European Championship; geb. Jacqueline Arendt                                                                 | [ 1 ]  |
| 2     | Taylor Knibb     | 2025 | 8:20:15 | Ironman Texas   | | [ 2 ]  |
| 3     | Skye Moench      | 2023 | 8:22:29 | Ironman Florida | | [ 3 ]  |
| 4     | Danielle Lewis   | 2024 | 8:26:50 | Challenge Roth  | | [ 4 ]  |
| 5     | Jocelyn McCauley | 2023 | 8:33:01 | Ironman Florida | | [ 5 ]  |
| 6     | Chelsea Sodaro   | 2022 | 8:33:46 | Ironman Hawaii  | Siegerin Ironman World Championships (2022)                                                                           | [ 6 ]  |
| 7     | Alice Alberts    | 2025 | 8:36:34 | Ironman Texas   | | [ 7 ]  |
| 8     | Sarah Piampiano  | 2019 | 8:40:49 | Ironman Brasil  | |        |
| 9     | Sarah True       | 2022 | 8:42:38 | Ironman Arizona | | [ 8 ]  |
| 10    | Linsey Corbin    | 2014 | 8:42:42 | Ironman Austria | | [ 9 ]  |
| 11    | Mary Beth Ellis  | 2011 | 8:43:34 | Ironman Austria | Schnellstes Ironman-Debüt in der Geschichte (wurde 2018 von Laura Philipp unterboten) WM Triathlon-Langdistanz (2015) | [ 10 ] |
| 12    | Meredith Kessler | 2015 | 8:44:00 | Ironman Arizona | USM Triathlon-Mitteldistanz (2013, 2014)                                                                              | [ 11 ] |
| 13    | Leanda Cave      | 2011 | 8:49:00 | Ironman Arizona | | [ 12 ] |
| 14    | Ashley Clifford  | 2013 | 8:49:03 | Ironman Florida | | [ 13 ] |
| 15    | Lauren Brandon   | 2023 | 8:52:20 | Ironman Florida | | [ 14 ] |
| 16    | Rachel Zilinskas | 2023 | 8:52:59 | Ironman Florida | | [ 15 ] |
| 17    | Amanda Stevens   | 2015 | 8:52:31 | Ironman Arizona | | [ 11 ] |
| 18    | Elizabeth Lyles  | 2016 | 8:54:10 | Ironman Brasil  | |        |
| 19    | Haley Chura      | 2025 | 8:54:37 | Ironman Texas   | |        |
| 20    | Jessica Jacobs   | 2011 | 8:55:10 | Ironman Florida | | [ 16 ] |
| 21    | Susan Latshaw    | 1997 | 8:59:31 | Ironman Europe  | Erste US-Amerikanerin unter neun Stunden USM Triathlon-Kurzdistanz (1996) WM Cross-Triathlon (1998)                   | [ 17 ] |

(USM = US-amerikanische Meisterin, WM = Weltmeisterin)